# Panorpa amurensis
Panorpa amurensis is een insect uit de orde van de schorpioenvliegen (Mecoptera), familie van de schorpioenvliegen (Panorpidae). De wetenschappelijke naam van de soort is voor het eerst geldig gepubliceerd door McLachlan in 1872.
De soort komt voor in het oosten van Rusland en Korea.